# 콘카카살레
콘카카살레(이탈리아어: Conca Casale)는 이탈리아 몰리세주 이세르니아도의 코무네다. 캄포바소로부터 서쪽 50km 이세르니아 남서쪽 20km 거리에 있다.